# Secar (Ort)
Secar ist ein osttimoresischer Ort im Suco Holsa (Verwaltungsamt Maliana, Gemeinde Bobonaro). Er liegt im Norden der Aldeia Secar, auf einer Meereshöhe von 114 m. Eine kleine Straße führt nach Süden zum Dorf Tunu Bibi.